# Epiclopus wagenknechti
Epiclopus wagenknechti är en biart som först beskrevs av Ruiz 1938.  Epiclopus wagenknechti ingår i släktet Epiclopus och familjen långtungebin. Inga underarter finns listade i Catalogue of Life.